# Callyspongia pseudofibrosa
Espèce
Synonymes
- Toxochalina pseudofibrosa Desqueyroux-Faúndez, 1984 (protonyme)

Callyspongia pseudofibrosa est une espèce d'éponges de la famille des Callyspongiidae.

## Systématique
L'espèce Callyspongia pseudofibrosa est décrite en 1984 par Ruth Desqueyroux-Faúndez (1932-2019) sous le protonyme Toxochalina pseudofibrosa.

## Publication originale
- Ruth Desqueyroux-Faúndez, « Description de la Faune des Haplosclerida (Porifera) de la Nouvelle-Calédonie I. Niphatidae-Callyspongiidae », Revue suisse de zoologie, MHNG, vol. 91, no 3,‎ 1984, p. 765–827 (ISSN 0035-418X, DOI 10.5962/BHL.PART.81580).